# Internet Archive

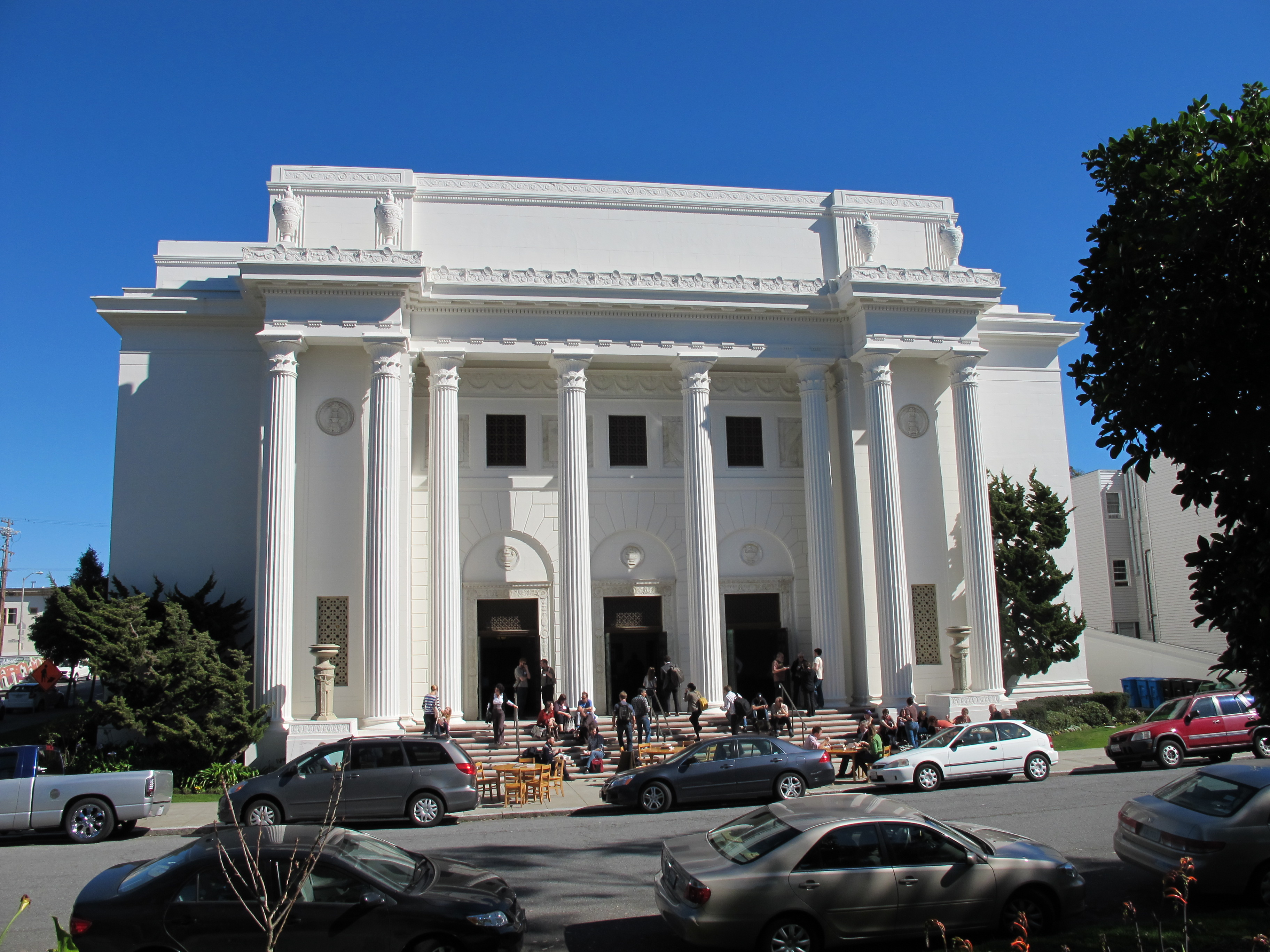
Internet Archive v San Francisku.

Internet Archive je největší nezisková digitální knihovna s posláním univerzálního přístupu k poznání. Nabízí trvalé uložení a přístup k cenným digitálním sbírkám a digitálním materiálům, jako jsou např. webové stránky, hudba, filmy a videozáznamy a téměř 3 miliony oskenovaných knih. Internet Archive založil Brewster Kahle v roce 1996.
Archiv umožňuje veřejnosti nahrávání a stahování digitálního materiálu ze svého datacentra, a poskytuje neomezený přístup prostřednictvím internetu zcela zdarma. Jedná se o jeden z největších projektů pro digitalizaci knih. Je členem Americké knihovní asociace, a je oficiálně uznaný státem Kalifornie jako knihovna. Využívá doménu archive.org.
Kromě archivace se jedná i o aktivisty, kteří se zasazují o svobodný a otevřený internet všem.

## Služby archivu
- Web – Nebo také Wayback Machine je robot, který archivuje obsah webových stránek na Internetu. V roce 2024 indexuje 916 miliard stránek.
- Texty – Obsahuje 43 milionů materiálů k tisku.
- Audio – Obsahuje 13 milionů volně šiřitelných hudebních souborů a skladeb.
- Videa – Katalog volně šiřitelných videí. Obsahuje 13 milionů videí.
- Software – Jedná se převážně o staré hry a programy (obsahuje 1,2 milionu souborů).
- Obrázky – Obsahuje 5 milionů obrázků.[1]